# Eva Avossa
Eva Avossa (Salerno, 16 maggio 1952) è una politica italiana, deputata alla Camera nella XVIII legislatura della Repubblica Italiana per il Partito Democratico.

## Biografia
Dal 2006 è assessore all'istruzione del comune di Salerno, dove ha ricoperto anche la carica di vicesindaco di Salerno dal 2006 al 2015 sotto l'amministrazione di Vincenzo De Luca e dal 2016 al 2021 sotto l'amministrazione di Vincenzo Napoli.
Alle elezioni politiche del 2018 viene candidata per la Camera dei deputati nella circoscrizione Campania 2, tra le liste proporzionale del Partito Democratico, ma risulta essere la prima dei non eletti. Subentra nel marzo del 2021 al posto di Marco Minniti, nominato a capo di Med-Or e quindi incompatibile con la carica di parlamentare.